# Parafia Narodzenia Maryi Panny w Starym Boguminie
Parafia Narodzenia Maryi Panny w Starym Boguminie – parafia rzymskokatolicka znajdująca się w dzielnicy Bogumina, Starym Boguminie, w kraju morawsko-śląskim w Czechach. Należy do dekanatu Karwina diecezji ostrawsko-opawskiej, jest najstarszą w mieście.
Msze prowadzone są również w języku polskim dla polskiej mniejszości.

## Historia
Parafia mogła powstać jeszcze w połowie XIII wieku. Najstarsza wzmianka o bogumińskim kościele parafialnym pochodzi z 1291 roku, kiedy to za pozwoleniem benedyktyńskich opatów: Jana z klasztoru w Orłowej i Alberta z klasztoru w Tyńcu, proboszcz kościoła pw. Najświętszej Marii Panny w Boguminie, Lambert mógł zacząć pobierać dziesięciny ze wsi Wierzbica. Parafia została wymieniona w spisie świętopietrza, sporządzonym przez archidiakona opolskiego Mikołaja Wolffa w 1447, pośród innych parafii archiprezbiteratu (dekanatu) w Raciborzu pod nazwą Oderberg. Parafia w Boguminie wraz z kościołem filialnym w Wierzbicy należała od 1592 r. do dekanatu wodzisławskiego. Po wojnach śląskich nowa granica prusko-austriacka oddzieliła kościół parafialny w Boguminie od diecezjalnego Wrocławia, dekanalnego Wodzisławia oraz części wsi podległych parafii, będących odtąd w Królestwie Prus. W połowie XIX wieku parafia w Boguminie przestała być częścią dekanatu wodzisławskiego i należała do dekanatu frysztackiego, posiadała filię w Wierzbicy i kaplicę w Kopytowie.
Po I wojnie światowej Bogumin znalazł się w granicach Czechosłowacji, wciąż jednak podległy był diecezji wrocławskiej, pod zarządem specjalnie do tego powołanej instytucji zwanej: Knížebiskupský komisariát niský a těšínský. Kiedy Polska dokonała aneksji tzw. Zaolzia w październiku 1938 parafię jako jedną z 29 włączono do diecezji katowickiej, a 1 stycznia 1940 z powrotem do diecezji wrocławskiej. W 1947 obszar ten wyjęto ostatecznie spod władzy biskupów wrocławskich i utworzono Apostolską Administraturę w Czeskim Cieszynie, podległą Watykanowi. W 1978 obszar Administratury podporządkowany został archidiecezji ołomunieckiej. W 1996 wydzielono z archidiecezji ołomunieckiej nową diecezję ostrawsko-opawską.